# IC 4498
IC 4498 est une galaxie lenticulaire de séquence de Hubble S0 ? dans la constellation du Bouvier. Elle se trouve à environ 412 millions d'années-lumière de la Voie lactée.
L'objet a été découvert par Stéphane Javelle le 22 juin 1895.